# Lithothamnion
Lithothamnion, rod crvenih algi dio porodice Hapalidiaceae. Sastoji se od 78 vrsta, neke žive i u Jadranu

## Vrste
1. Lithothamnion album Heydrich
2. Lithothamnion andamanense A.K.Chatterji & M.N.Gururaja
3. Lithothamnion angolense Romanes
4. Lithothamnion australe Foslie
5. Lithothamnion bandanum Foslie
6. Lithothamnion betieri Me.Lemoine
7. Lithothamnion borneoense J.H.Johnson & B.J.Ferris
8. Lithothamnion bourcartii Me.Lemoine
9. Lithothamnion brasiliense Foslie
10. Lithothamnion californicum Foslie
11. Lithothamnion cardinellense P.Fravega, M.Piazza & G.Vannucci
12. Lithothamnion carolii Me.Lemoine
13. Lithothamnion carpoklonion Athanasiadis & D.L.Ballantine
14. Lithothamnion chatamense Foslie
15. Lithothamnion cherrapunjiense Das-Gupta
16. Lithothamnion coralliniforme Me.Lemoine
17. Lithothamnion corallioides (P.Crouan & H.Crouan) P.Crouan & H.Crouan
18. Lithothamnion cottonii Me.Lemoine
19. Lithothamnion crispatum Hauck
20. Lithothamnion darwinii (Harvey) Areschoug
21. Lithothamnion dickiei Foslie
22. Lithothamnion diguetii Hariot
23. Lithothamnion falsellum Heydrich
24. Lithothamnion flabellatum Rosenvinge
25. Lithothamnion floridanum Foslie
26. Lithothamnion fragiissimum Foslie
27. Lithothamnion fuegianum (Foslie) Foslie
28. Lithothamnion geppiorum Me.Lemoine
29. Lithothamnion giammarinoi P.Fravega, M.Piazza & G.Vannucci
30. Lithothamnion gibbosum Foslie
31. Lithothamnion giganteum L.R.Mason
32. Lithothamnion glaciale Kjellman
33. Lithothamnion granuliferum Foslie
34. Lithothamnion guadalupense E.Y.Dawson
35. Lithothamnion heterocladum Foslie
36. Lithothamnion intergeminum Maslov
37. Lithothamnion islei Heydrich
38. Lithothamnion japonicum Foslie
39. Lithothamnion kerguelenum (Dickie) Foslie
40. Lithothamnion laminosum Howe
41. Lithothamnion lemoineae Adey
42. Lithothamnion magnum Capeder
43. Lithothamnion maldivicum Foslie
44. Lithothamnion manginii Me.Lemoine & Rosenvinge
45. Lithothamnion mariae Moiseyev
46. Lithothamnion minae Me.Lemoine
47. Lithothamnion minervae Basso
48. Lithothamnion montereyicum Foslie
49. Lithothamnion moretii Me.Lemoine
50. Lithothamnion muelleri Lenormand ex Rosanoff
51. Lithothamnion nanosporum J.H.Johnson & B.J.Ferris
52. Lithothamnion nodosum (Kützing) Woelkerling
53. Lithothamnion occidentale (Foslie) Foslie
54. Lithothamnion pauciporosum Me.Lemoine
55. Lithothamnion peruviense Heydrich
56. Lithothamnion phymatodeum Foslie
57. Lithothamnion pocillum M.Lemoine
58. Lithothamnion praefruticulosum Maslov
59. Lithothamnion proliferum Foslie
60. Lithothamnion propontidis Foslie
61. Lithothamnion ramosissimum (Reuss) W.E.Piller
62. Lithothamnion ruptile (Foslie) Foslie
63. Lithothamnion scabiosum (Harvey) Foslie
64. Lithothamnion sejunctum Foslie
65. Lithothamnion sonderi Hauck
66. Lithothamnion soriferum Kjellman
67. Lithothamnion spissum Foslie
68. Lithothamnion steneckii Mariath & Figueiredo
69. Lithothamnion tahiticum (Foslie) Foslie
70. Lithothamnion thelostegium Foslie
71. Lithothamnion tophiforme (Esper) Unger
72. Lithothamnion ungeri Kjellman
73. Lithothamnion valens Foslie
74. Lithothamnion validum (Foslie) Foslie
75. Lithothamnion variabile Foslie
76. Lithothamnion varians Foslie
77. Lithothamnion vescum Foslie
78. Lithothamnion volcanum E.Y.Dawson